# Eaton (Indiana)
Eaton é uma cidade  localizada no estado americano de Indiana, no Condado de Delaware.

## Demografia
Segundo o censo americano de 2000, a sua população era de 1603 habitantes.
Em 2006, foi estimada uma população de 1488, um decréscimo de 115 (-7.2%).

## Geografia
De acordo com o United States Census Bureau tem uma área de
2,9 km², dos quais 2,9 km² cobertos por terra e 0,0 km² cobertos por água. Eaton localiza-se a aproximadamente 282 m acima do nível do mar.

## Localidades na vizinhança
O diagrama seguinte representa as localidades num raio de 16 km ao redor de Eaton.